# Masao Baba
Masao Baba (馬場 正郎) (7 janvier 1892 - 7 août 1947) est un général de l'armée impériale japonaise qui commanda les forces terrestres japonaises lors de la campagne de Bornéo en 1945 dans les derniers mois de la Seconde Guerre mondiale. Il est exécuté en Nouvelle-Guinée peu après la fin de la guerre après avoir été condamné pour crimes de guerre.

## Biographie
Né dans la préfecture de Kumamoto, Baba est le fils du lieutenant Baba Masayuki de l'armée impériale japonaise. Il étudie dans des écoles militaires préparatoires dès l'enfance, débutant à l'école de cadets de l'armée à Hiroshima, dont le programme est inspiré du modèle prussien. Il sort diplômé de la 24e promotion de l'académie de l'armée impériale japonaise en décembre 1912, avec la cavalerie pour spécialité. En tant que sous-lieutenant, il est affecté au 5e régiment de cavalerie.
Baba sort diplômé de la 33e promotion de l'école militaire impériale du Japon en novembre 1921. Il reste dans la cavalerie tout au long de sa carrière et est affecté à l'inspection de la cavalerie de 1933 à 1935 où il sert comme instructeur à l'école de cavalerie. En 1935, il est promu colonel et reçoit le commandement du 2e régiment de cavalerie de 1935 à 1938.
En juillet 1938, Baba est promu général de brigade et sert comme commandant de la 3e brigade de cavalerie à partir de 1939. La même année, il sert comme officier d'État-major de l'inspection de la cavalerie. Il est commandant-en-chef de toutes les opérations de cavalerie du 2 décembre 1940 au 1er octobre 1941. Durant la seconde guerre sino-japonaise, il est affecté en Mongolie-intérieure pour développer les opérations de cavalerie. En août 1941, il est promu général de division.
Au début de la Seconde Guerre mondiale, il est nommé commandant de la 53e division, un poste qu'il conserve jusqu'au 25 septembre 1943 quand il est nommé commandant de la 4e division à Sumatra. Il devient ensuite commandant en chef de la 37e armée basée à Bornéo.
En service à Borneo, Baba organise des opérations anti-guérilla dans l'intérieur de l'île. Il est également gouverneur militaire de Sabah du 26 décembre 1944 au 10 septembre 1945. Les Alliés lancent la reconquête de Bornéo le 1er mai 1945 avec le débarquement de troupes australiennes à Tarakan, suivi de débarquement à Brunei et Labuan le 10 juin. Les forces japonaises se rendent le 9 septembre et le général Baba remet officiellement son épée au major-général George Wootten de la 9e division australienne à Labuan le 10 septembre. Il est officiellement démobilisé de l'armée japonaise en avril 1946.
Baba est arrêté en janvier 1947 sur suspicion de participation à des crimes de guerre et transféré à Rabaul pour être jugé. Il est accusé d'avoir été commandant au moment des marches de la mort de Sandakan durant lesquelles 2 400 prisonniers de guerre australiens sont morts,. Des preuves sont apportées au procès pour montrer que Baba était au courant des conditions de faiblesse des prisonniers alors qu'il avait déjà donné l'ordre d'effectuer une seconde marche. Le procès commence le 28 mai 1947 et se conclut 8 jours plus tard le 5 juin 1947 avec une condamnation à mort. Il est exécuté par pendaison le 7 août 1947.